# Habitatge al passeig de la Fontvella, 2 (Sant Hilari Sacalm)
L'Habitatge al passeig de la Fontvella, 2 és una obra de Sant Hilari Sacalm (Selva) inclosa a l'Inventari del Patrimoni Arquitectònic de Catalunya.

## Descripció
Edifici aïllat situat al nucli urbà, al passeig de la Font Vella.
Consta de planta baixa, pis i golfes. El ràfec de la teulada és entremat de fusta i la teulada és a doble vessant en teula àrab.
A la planta baixa hi ha la porta d'entrada i dues finestres rectangulars, totes elles en arc pla.
Al pis el més destacable, són dos finestres balconades amb barana de ferro forjat, que a banda i banda tenen unes falses pilastres estriades, amb un capitell piramidal, i a sobre hi ha un petit entaulament. A banda i banda de les finestres amb balcó hi ha dues finestres rectangulars amb una petita barana.
A les golfes hi ha quatre obertures, les centrals en forma pentagonal.
Tota la façana està arrebossada i pintada en tonalitats crema.